# 燃氣渦輪發動機

燃氣輪機配置示例：(1) 渦輪噴射引擎，(2) 渦輪螺旋槳飛機，(3) 渦輪軸引擎（發電機）， (4) 高旁通渦輪扇引擎，(5) 低旁通後燃渦輪扇引擎

燃氣渦輪引擎（Gas turbine engine或Combustion turbine engine）或稱燃氣輪機，英文簡稱GTE，是屬於熱機的一種引擎。燃氣輪機可以是一個廣泛的稱呼，基本原理大同小異，包括渦輪噴射引擎、渦輪扇引擎、渦輪軸引擎、渦輪螺旋槳引擎等等都包含在內。
而一般所指的燃氣渦輪引擎，通常是指用於船舶（以軍用作戰艦艇為主）、車輛（通常是體積龐大可以容納得下燃氣渦輪機的車種，例如坦克、工程車輛等）、發電機組等的。與渦輪噴射引擎不同之處，在於其渦輪機要帶動傳動軸，傳動軸再連上車輛的傳動系統、船舶的螺旋槳或發電機等。

## 基本原理

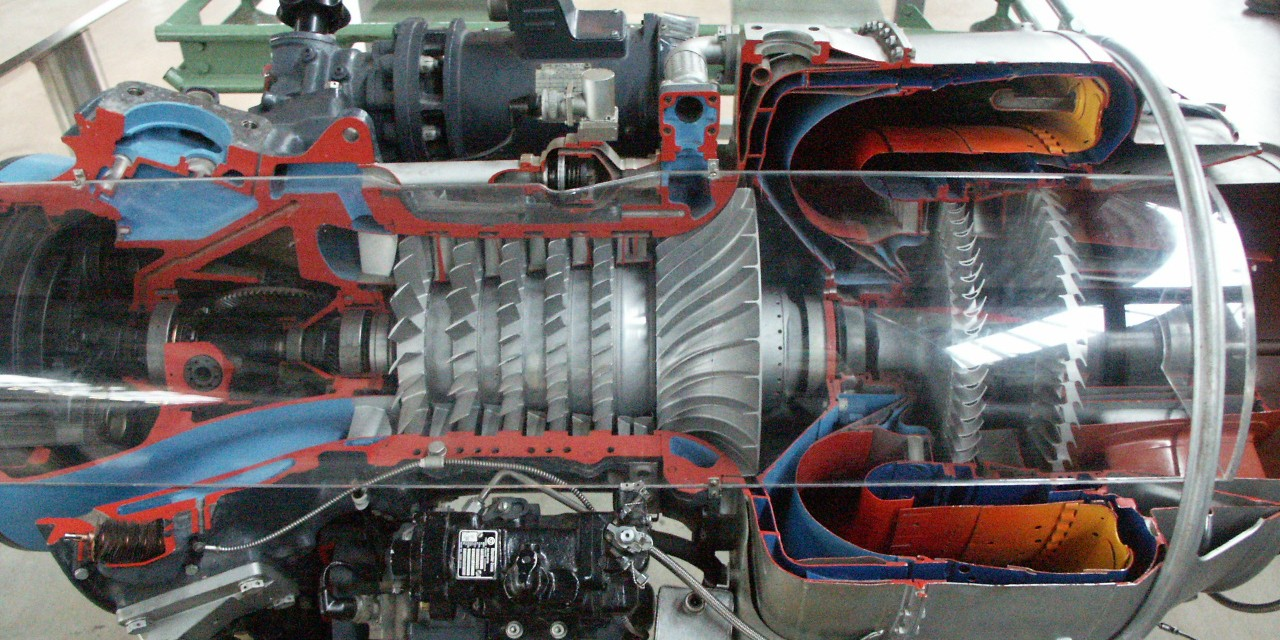
Lycoming T-53燃氣渦輪機

燃氣渦輪噴射發動機的圖示。

燃氣渦輪機主要由壓氣機、燃燒室及渦輪等部份構成。新鮮空氣由進氣道進入燃氣輪機後，首先由壓縮器加壓成高壓氣體，接著由噴油嘴噴出燃油與空氣混合後在燃燒室進行燃燒成為高溫高壓氣體，然後進入渦輪段推動渦輪，將熱能轉換成机械能輸出，最後的廢氣由排氣管排出。而由渦輪輸出的機械能中，一部份會用來驅動壓縮器，另一部份則經由傳動軸輸出，用以驅動我們希望驅動的機構如發電機、傳動系統等。

### 壓縮器
壓縮器的功用是對氣流做功，以提高氣流的壓力。一般燃氣輪機的壓縮器通常有軸流式和輻流式兩種。
軸流式壓縮器會有許多的渦輪葉片，形狀類似螺旋槳葉片，但是分為「靜子」（stator，或稱「定子」）與「轉子」(rotor)兩種。轉子就像螺旋槳一般地旋轉，在旋轉的過程中將氣流向後推，這時氣流的壓力就會提高，溫度也會升高。靜子的功用是將因為轉子的作用而產生旋轉的氣流導引回軸向，以正確的角度進入下一組轉子。通常是一組轉子和一組靜子交互配置，而一組轉子和靜子就稱為一級。
輻流式壓縮器則是利用葉輪旋轉時產生的離心力將氣流向外推，而產生加壓的效果。一級的輻流式壓縮器就能有數級軸流式壓縮器的壓縮比，對於較小型的燃氣輪機來就是不錯的選擇，但是由於氣流是向外輻射，必須以大幅彎曲的通道折回內部，故能量的耗損也較大。
壓縮比是壓縮器的主要性能指標，指的是氣流壓力在加壓後與加壓前的比，通常壓縮比較高的燃氣輪機，效率也較高，但是氣流在壓縮過程中溫度會上升，考慮到渦輪所能承受的溫度有一定的限度，壓縮比太高反而不好。理想的壓縮過程應該是等熵過程，但是實際上壓縮後的氣流的溫度和熵都會大於理想值，壓力則低於理想值，而壓縮機的效率則定義為：
{\displaystyle \eta _{c}={h_{2i}-h_{1} \over h_{2a}-h_{1}}}
其中{\displaystyle \eta _{c}}代表壓縮器效率，{\displaystyle h_{1}}代表氣流進入壓縮器之前的焓，{\displaystyle h_{2i}}代表理想狀況下氣流離開壓縮器時的焓，{\displaystyle h_{2a}}代表實際狀況下氣流離開壓縮器時的焓。依據熱力學定律，壓縮器效率不可能大於1。

### 燃燒室
自压气机中压缩的空气，在此与燃料混合，并在近乎等压的情况下燃烧，藉此释放燃料的化学能，转化为燃气的热能，以便推动后段的涡轮做功。燃烧室通常包含扩压段、喷嘴、点火器、火焰筒和外壳等组成，当然还包括必要的支撑件及仪表。基于燃料、任务和技术发展方向的不同，燃烧室的类型包括圆筒型、分罐型、环罐型和环型等。

### 渦輪

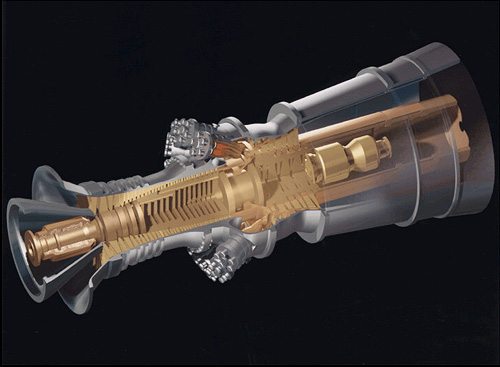
電腦模擬

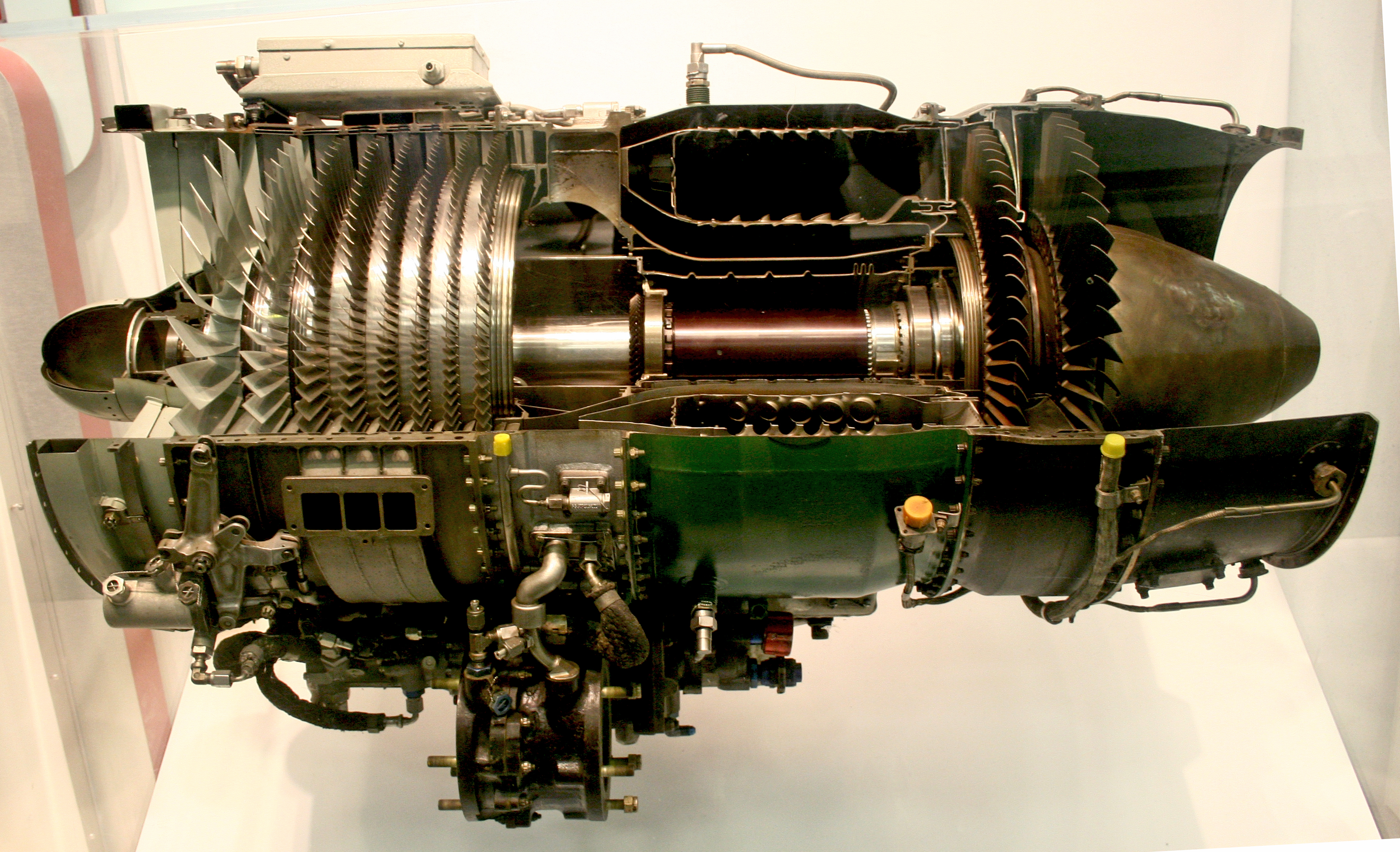
通用公司J85燃氣渦輪

燃氣輪機通常使用軸流式渦輪，構造上與軸流式壓縮器相似，同樣是一組定子與一組轉子合稱為一級。渦輪葉片與螺旋槳及飛機機翼相似，氣流流過時產生作用力，對轉子葉片作功而使其轉動，而能將氣流的能量轉換成機械能輸出，因此氣流在通過渦輪後，溫度與壓力都會下降。
與壓縮器不同的是，渦輪的目的是將氣流的能量轉換為機械能，因此葉片的形狀與壓縮器會稍有不同，重視的是氣流通過時能產生的作用力，與飛機機翼希望升力大而阻力小的要求類似。渦輪葉片直接受到高溫高壓氣流的衝擊，為了提高燃燒溫度以提升燃氣輪機的效率，渦輪葉片必須使用耐高溫、在高溫下仍保有高強度及壽命的耐熱材料製成。葉片結構上也常使用一些特殊設計，例如常見的作法是將葉片設計為中空，然後將冷空氣或冷卻液導入內部，在葉片內部流動時可以產生冷卻效果，還有在表面設計許多小孔噴出冷空氣，隨著空氣流動而覆蓋整個葉片，阻隔以避免高溫空氣直接衝擊葉片，以達到保護的效果。
與壓縮器相同，理想的渦輪應該是等熵過程，但是實際上通過渦輪後氣流的溫度和熵都會大於理想值，渦輪的效率定義為：
{\displaystyle \eta _{t}={h_{3}-h_{4a} \over h_{3}-h_{4i}}}
其中{\displaystyle \eta _{t}}代表渦輪效率，{\displaystyle h_{3}}代表氣流進入渦輪之前的焓，{\displaystyle h_{4i}}代表理想狀況下氣流離開渦輪時的焓，{\displaystyle h_{4a}}代表實際狀況下氣流離開渦輪時的焓。依據熱力學定律，渦輪效率不可能大於1。

## 优缺点

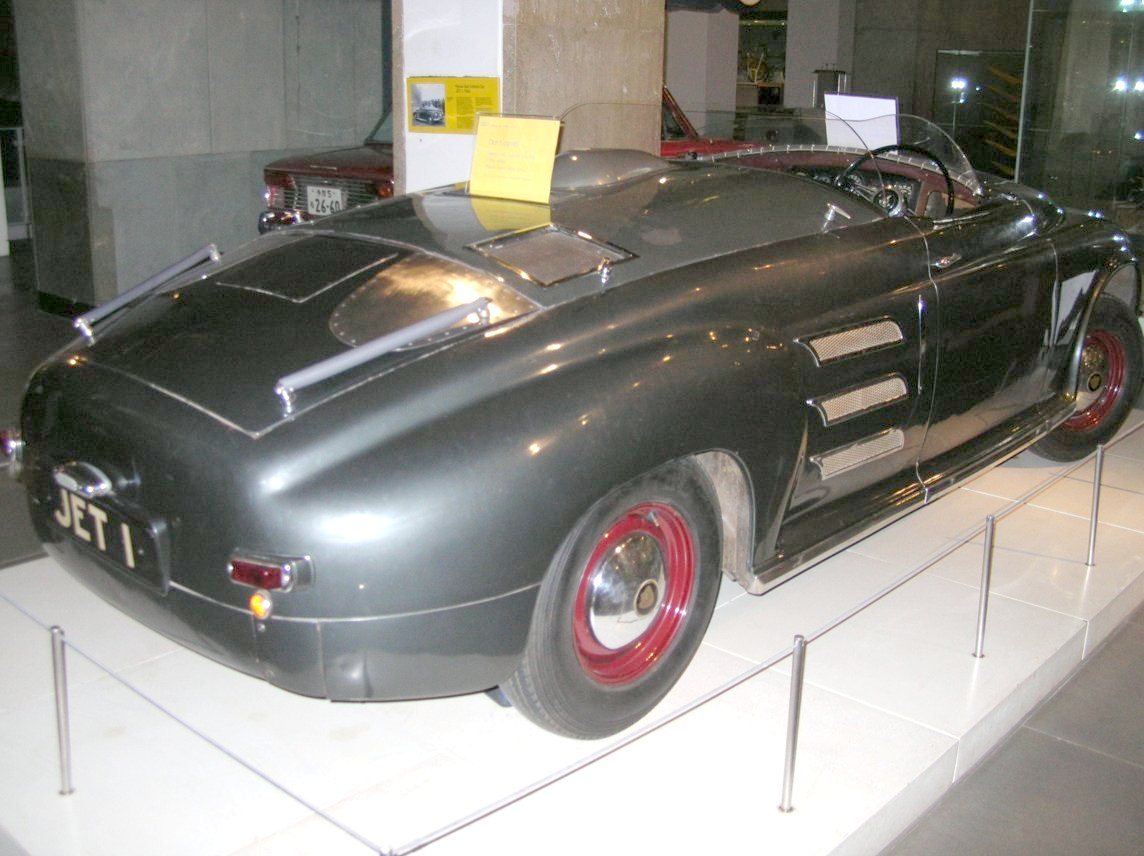
Rover的jet1家用車於1950年代製造

燃氣輪機較少用於一般汽車和個人用機械上，與其優缺點相關。事實上曾有汽車公司開發過燃氣輪機家用汽車，例如1950年，Rover製造的JET 1.0或是克萊斯勒的Chrysler Turbine Car 前後努力過數十年直到1980年代，但最後因為種種弊大於利還是放棄了計畫。最終還是軍用車輛與飛機船舶較適合使用，21世紀後Jaguar推出 C-X75概念車嘗試將燃氣輪機當成發電裝置給電池充電後驅動電動車，成為一種新概念嘗試，但依然沒解決價格和排放標準問題。
燃氣渦輪發動機的优势在于直接輸出旋轉運動，而无需將直線往復運動轉換成旋轉運動。不需要暖機也沒有那麼多冷啟動問題，在冷天候地區不需要加防凍液等。
燃氣渦輪發動機通常可以使用多種燃料，例如汽油、柴油、煤油、花生油，幾乎任何可燃性液體甚至混和液體都適用。
燃氣渦輪發動機的劣勢在于只適合高速穩定運轉情境，怠速或者加速時效率相對要低很多，並且怠速時油耗費用極高。這使得它不适用家用汽車最不適用。燃氣渦輪發動機運轉時引擎內溫度持續很高，對材料抗高溫和耐久性要求较高，價格昂貴。同时，它运转时噪聲大，且瞬時響應不好，對汽車在城市環境下使用有负面影響。另外，由于氮氧化物的排放與溫度成指數相關，因此高溫的輪機就有極高排放。

## 應用

### 噴射引擎
現在的中大型飛機幾乎都使用渦輪引擎做為動力來源，因其體積較小而輸出動力大，更重要的是沒有螺旋槳在高速時所會遭遇到的音障問題，因此也是一般超音速飛機的唯一選擇（只有少數機型會使用衝壓噴射引擎或火箭）。由於是使用於直接推進，以噴出高溫廢氣的反作用力產生推進力，因此在設計上會儘量縮小渦輪段的能量轉換及損耗，只輸出驅動壓縮機及發電機等附件所需的功。

### 輔助動力系統
大型飛機上除了主引擎外，通常還會裝設一具小型的燃氣輪機，即稱為輔助動力系統(auxiliary power unit)，用以在主引擎尚未啟動時提供液壓、發電、空調等的動力需求，也可以用來啟動主引擎。飛機上的 APU 通常是不具推進力的，而某些船艦也有稱為辅助推進單元(auxiliary propulsion unit)的裝置，但這種 APU 是為了在無法使用主輪機時用做備用輪機推供推進力的。

### 發電機組
目前世界上最大的燃气轮機為西门子SGT5-8000H，重量390吨，功率375MW，發電净效率40%。

### 鐵路車輛
瑞士聯邦鐵路於1941年導入裝有燃氣渦輪發電機的Am4/6型機車，為燃氣渦輪機首次用於鐵路。1960年代至1970年代，英國、法國、西德、捷克斯洛伐克、蘇聯、美國、加拿大及日本等國曾開發、试制燃氣渦輪動力的鐵路車輛，但因噪音過大及低負荷時燃料效率不佳等缺點難以突破，在石油危機之後已大多停止開發。
然而，因燃气轮机不像内燃机那样挑剔燃料，在可以大量取得廉价低质燃料（如炼油厂沿线等）的地区仍有用武之地。

### 燃氣渦輪引擎（引擎）
可視為渦輪軸引擎的一種，差異在後者的動力渦輪跟本體不同軸而是另外輸出。

#### SG-1000
蘇聯於1976年服役的T-80坦克率先採用燃氣渦輪引擎作為主要動力來源，輸出馬力達1,000匹，SG-1000成為首款輸出千匹馬力及曾實際使用的坦克引擎，不過在當時可靠性欠佳。於1978年服役的T-80B在1980年改裝1,100匹馬力的改良版，而1985年服役的T-80U使用馬力提升至1,250匹的GTD-1250。

#### AGT-1500
美國於1980年服役的M1艾布蘭坦克採用AGT-1500燃氣渦輪引擎。該引擎原本是設在斯特拉特福陸軍引擎廠的萊康明渦輪引擎事業部所設計和生產。於1995年斯特拉特福陸軍引擎廠被關閉後，生產被轉移到阿拉巴馬州的安尼斯頓陸軍軍械庫。
3,000RPM時，引擎輸出峰值為1,500 hp(1,120 kW)，在該峰值時為2,750 lb-ft(3,754 Nm)的扭矩。在引擎總成中的10：1減速齒輪組後輸出。在1,000RPM時達到3,950 lb-ft(5,355 Nm)的最大扭矩。引擎可以使用多種燃料，包括噴氣燃料，汽油，柴油和船用柴油。
在二十世紀七十年代早期，AGT1500被開發成PLT27，一種用於直升機的飛行重量渦輪軸。該引擎在通用電氣GE12(T700)的三個獨立競賽中輸給了UH-60，AH-64和SH-60。

#### LM-2500
LM2500有三種不同的版本：
在ISO條件下，LM2500提供33,600 軸馬力(shp)(25,060 kW)，熱效率為37％。與發電機配套使用時，可在60 Hz下提供24 MW的電力，ISO條件下的熱效率可達36％。
改進的第三代LM2500 +型渦輪機在ISO條件下可提供40,500 shp(30,200 kW)的熱效率，達到39％。與發電機配套使用時，可在60 赫茲的情況下提供29兆瓦的電力，ISO條件下的熱效率可達38％。
最新的第四代LM2500 + G4版本於2005年11月推出，在ISO條件下可提供47,370 shp(35,320 kW)的熱效率，達到39.3％。
截至2004年，美國海軍和至少29個其他海軍已經使用了超過一千具LM2500 / LM2500 +燃氣渦輪引擎為軍艦提供動力。其它用途包括水翼，氣墊船和快速渡輪。
2012年，通用電氣開發了FPSO版本，以滿足石油天然氣行業對更輕，更緊湊版本的需求，以發電和驅動壓縮機通過管道輸送天然氣。

### 微型燃氣渦輪引擎
微型燃氣渦輪也可以稱為：
- 交流渦輪

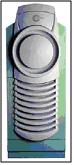
MicroTurbine發電機組

- MicroTurbine（該名稱已經被頂石渦輪公司註冊商用）
- Turbogenerator（該名稱已經被霍尼韋爾電力公司註冊商用）

微型燃氣渦輪本質上是瞄準分散式發電和氣電共生用途，也是混和動力車的重點科技之一，商用中從一千瓦到數十數百千瓦功率都有市場潛力。1950年英國路華汽車最早推出一款採用燃氣渦輪作為動力的概念車「JET1」，但並未實際量產
成功之處也得利於電子學的變革，包含無人運作和公用電網電腦化、電力切換調度科技可以使得發電來源不必和電網綁死，讓發電機可以加入渦輪構造並提供2倍的效能。因為微型燃氣渦輪引擎有許多優點超越傳統往複式引擎，可以產生更高能量密度效率（與重量和尺寸相關），極低的熱輻射和極少的移動部件使其容易維修，還可以省下空調所需的潤滑油和冷媒。通常渦輪也能更有效降低廢熱消耗，同時也能省下冷卻系統的耗能。但是，活塞引擎發電機對需電量變化的反應比較快，而且活塞引擎通常比較有效率──雖然說微型燃氣渦輪引擎的效率正在增加。相較於活塞引擎，微型燃氣渦輪引擎的效率在低輸出狀態時下降更多。
微型燃氣渦輪引擎接受多種燃料，例如汽油、天然氣、丙烷、柴油、煤油，也可以利用可再生燃料，例如E85酒精汽油、生物柴油及生物氣體。另外一大好處是可以用氫為動力燃料，就像目前熱門的燃料電池，可以從水中分離的氫作為來源。但是缺點是易燃，使得這種攜帶型裝置未來可能不能帶上飛機或其他敏感場所。
微型燃渦機使用單段式壓縮機設計，但是單段式渦輪機件比較難生產因為必須承受高溫高壓下運作。廢熱可以用來提供熱水、暖氣、乾燥用途或吸收式冷卻法（吸收式冷卻是不利用電能而是熱能提供冷氣的方法）。
典型的燃渦機效率約25%到35%。但是連上廢熱發電系統（氣電共生）系統時，可以提升到80%。
麻省理工學院 1990年代中期開始公厘尺寸燃渦機研發專案由航太教授Alan H. Epstein帶領開始研擬個人用的燃渦機可以達成所有現代電力需求，就像目前一些小型都市用的大型發電用燃渦機一樣。 Epstein教授說目前商用可充電鋰離子電池只約有120 Wh/kg-150 Wh/kg能量比，麻省理工學院的公厘尺寸燃渦機已經可以達成500 Wh/kg-700 Wh/kg能量，也有極大希望在不久的將來達成1,200 Wh/kg-1,500 Wh/kg 。
澳洲發明家開始研究這種微電機系統科技(MEMS)為攜帶型裝置供電的可能性，這種系統使用氫或丁烷為燃料以達到超高速的2百萬RPM轉速。這種燃氣渦輪引擎的製造採用晶片產業的科技，而且大多以矽為原料。這種燃氣渦輪引擎可以接上發電機來提供電力。2010年Jaguar推出 C-X75 Concept概念車，該車使用兩部微型燃氣渦輪取代引擎來給電動車充電，成為一種新型油電混合車，而且由於燃氣渦輪的原理別於傳統引擎，造成能使用柴油、天然氣、液化石油氣、生質柴油等多種燃料於同一部車上。

## 延伸閱讀
- Stationary Combustion Gas Turbines including Oil & Over-Speed Control System description （页面存档备份，存于）
- "Aircraft Gas Turbine Technology" by Irwin E. Treager, Professor Emeritus Purdue University, McGraw-Hill, Glencoe Division, 1979, ISBN 978-0-07-065158-6.
- "Gas Turbine Theory" by H.I.H. Saravanamuttoo, G.F.C. Rogers and H. Cohen, Pearson Education, 2001, 5th ed., ISBN 978-0-13-015847-5.
- Leyes II, Richard A.; William A. Fleming. . Washington, DC: Smithsonian Institution. 1999. ISBN 1-56347-332-1.
- R. M. "Fred" Klaass and Christopher DellaCorte, "The Quest for Oil-Free Gas Turbine Engines," SAE Technical Papers, No. 2006-01-3055, available at: https://web.archive.org/web/20070930201550/http://www.sae.org/technical/papers/2006-01-3055.
- "Model Jet Engines" by Thomas Kamps ISBN 978-0-9510589-9-2 Traplet Publications
- Aircraft Engines and Gas Turbines, Second Edition by Jack L. Kerrebrock, The MIT Press, 1992, ISBN 978-0-262-11162-1.
- "Forensic Investigation of a Gas Turbine Event " by John Molloy, M&M Engineering
- "Gas Turbine Performance, 2nd Edition" by Philip Walsh and Paul Fletcher, Wiley-Blackwell, 2004, ISBN 978-0-632-06434-2 http://eu.wiley.com/WileyCDA/WileyTitle/productCd-063206434X.html （页面存档备份，存于）

## 外部連結
- 中的“燃氣渦輪發動機”
- "New Era In Power To Turn Wheels" （页面存档备份，存于） Popular Science, December 1939, early article on operations of gas turbine power plants, cutaway drawings
- Technology Speed of Civil Jet Engines （页面存档备份，存于）
- MIT Gas Turbine Laboratory （页面存档备份，存于）
- MIT Microturbine research
- California Distributed Energy Resource guide - Microturbine generators
- Introduction to how a gas turbine works from "how stuff works.com"
- "Aircraft gas turbine simulator for interactive learning"